# Sachith Maduranga
Sachith Maduranga (ur. 13 czerwca 1990) – lekkoatleta ze Sri Lanki specjalizujący się w rzucie oszczepem.
W 2013 roku został wicemistrzem Azji, a na koniec sezonu – w związku z brakiem wsparcia ze strony narodowej federacji – ogłosił zakończenie kariery sportowej. 
Medalista mistrzostw Sri Lanki oraz Tajlandii. Trzykrotny rekordzista kraju.
Rekord życiowy: 79,62 (5 lipca 2013, Pune) – rezultat ten był do grudnia 2015 rekordem Sri Lanki.

## Osiągnięcia
| Rok  | Impreza          | Miejsce | Pozycja    | Wynik |
| ---- | ---------------- | ------- | ---------- | ----- |
| 2013 | Mistrzostwa Azji | Pune    | 2. miejsce | 79,62 |